# Episodi di E vissero infelici per sempre (seconda stagione)
La seconda stagione della serie televisiva E vissero infelici per sempre è stata trasmessa in anteprima negli Stati Uniti d'America da The WB tra il 6 settembre 1995 e il 22 maggio 1996.
| nº | Titolo originale                      | Titolo italiano | Prima TV USA      | Prima TV Italia |
| -- | ------------------------------------- | --------------- | ----------------- | --------------- |
| 1  | Jack Moves Back                       |                 | 6 settembre 1995  |                 |
| 2  | Zit Could Happen to You               |                 | 13 settembre 1995 |                 |
| 3  | The Rat                               |                 | 20 settembre 1995 |                 |
| 4  | Rocky VI                              |                 | 27 settembre 1995 |                 |
| 5  | Rock Star                             |                 | 4 ottobre 1995    |                 |
| 6  | Driving Me Crazy                      |                 | 11 ottobre 1995   |                 |
| 7  | A Touch of Glass                      |                 | 25 ottobre 1995   |                 |
| 8  | A Line in the Sand                    |                 | 8 novembre 1995   |                 |
| 9  | Making the Grade                      |                 | 15 novembre 1995  |                 |
| 10 | Honey, I Screwed Up the Kids for Life |                 | 22 novembre 1995  |                 |
| 11 | The Whiz Kid                          |                 | 29 novembre 1995  |                 |
| 12 | Hot Wheels                            |                 | 20 dicembre 1995  |                 |
| 13 | Picnic of Pain and Peril              |                 | 10 gennaio 1996   |                 |
| 14 | Meter Maid                            |                 | 31 gennaio 1996   |                 |
| 15 | In the Stars                          |                 | 7 febbraio 1996   |                 |
| 16 | Mr. No                                |                 | 14 febbraio 1996  |                 |
| 17 | The Agony of Victory                  |                 | 21 febbraio 1996  |                 |
| 18 | All About Jennie                      |                 | 28 febbraio 1996  |                 |
| 19 | Jack Writes Good                      |                 | 1º maggio 1996    |                 |
| 20 | Girls Who Wear Glasses                |                 | 8 maggio 1996     |                 |
| 21 | Leaving Van Nuys                      |                 | 15 maggio 1996    |                 |
| 22 | Getting More Than Some                |                 | 22 maggio 1996    |                 |